# Dicranomyia (Dicranomyia) axierasta
Dicranomyia (Dicranomyia) axierasta is een tweevleugelige uit de familie steltmuggen (Limoniidae). De soort komt voor in het Neotropisch gebied.